# Lasioglossum corvinum
Lasioglossum corvinum là một loài Hymenoptera trong họ Halictidae. Loài này được Morawitz mô tả khoa học năm 1876.